# Poliniza
Poliniza és un festival d'art urbà de caràcter anual que se celebra a les parets dels edificis de la Universitat Politècnica de València. Pel festival han passat artistes com Escif, Dinorah, La Robot de Fusta, Charkipunk, Hyuro o Said Dokins, entre d'altres.

## Història
El festival va nàixer en abril de 2006, comissariat per Juan Canales. A partir de 2007 es realitza prèviament un Certamen d'Intervencions de pintura mural, on artistes internacional i alumnes de la universitat participen, i d'on s'elegeixen als participants en el Poliniza. En 2015 participaren més de 350 artistes al Certamen, i els artistes seleccionats reben una bonificació de 600 euros per obra finalitzada.
El 2015 es va celebrar la desena edició i es va realitzar una exposició commemorativa, amb el títol de 10x10 poliniza, amb 900 fotografies realitzades per Kike Sempere que documentaven la trajectòria del festival.